# ورزشگاه شهید درخشان
ورزشگاه شهید درخشان ورزشگاهی چند منظوره در شهر صباشهر در کشور ایران است. این ورزشگاه تا زمانی که باشگاه صبا باتری در صباشهر قرار داشت ورزشگاه خانگی این تیم بود.